# 温德 (匈牙利)
温德，是匈牙利杰尔-莫雄-肖普朗州所辖的一个村。总面积6.79平方公里，总人口335，人口密度49.3人/平方公里（2011年1月1日）。